# Chăn nuôi

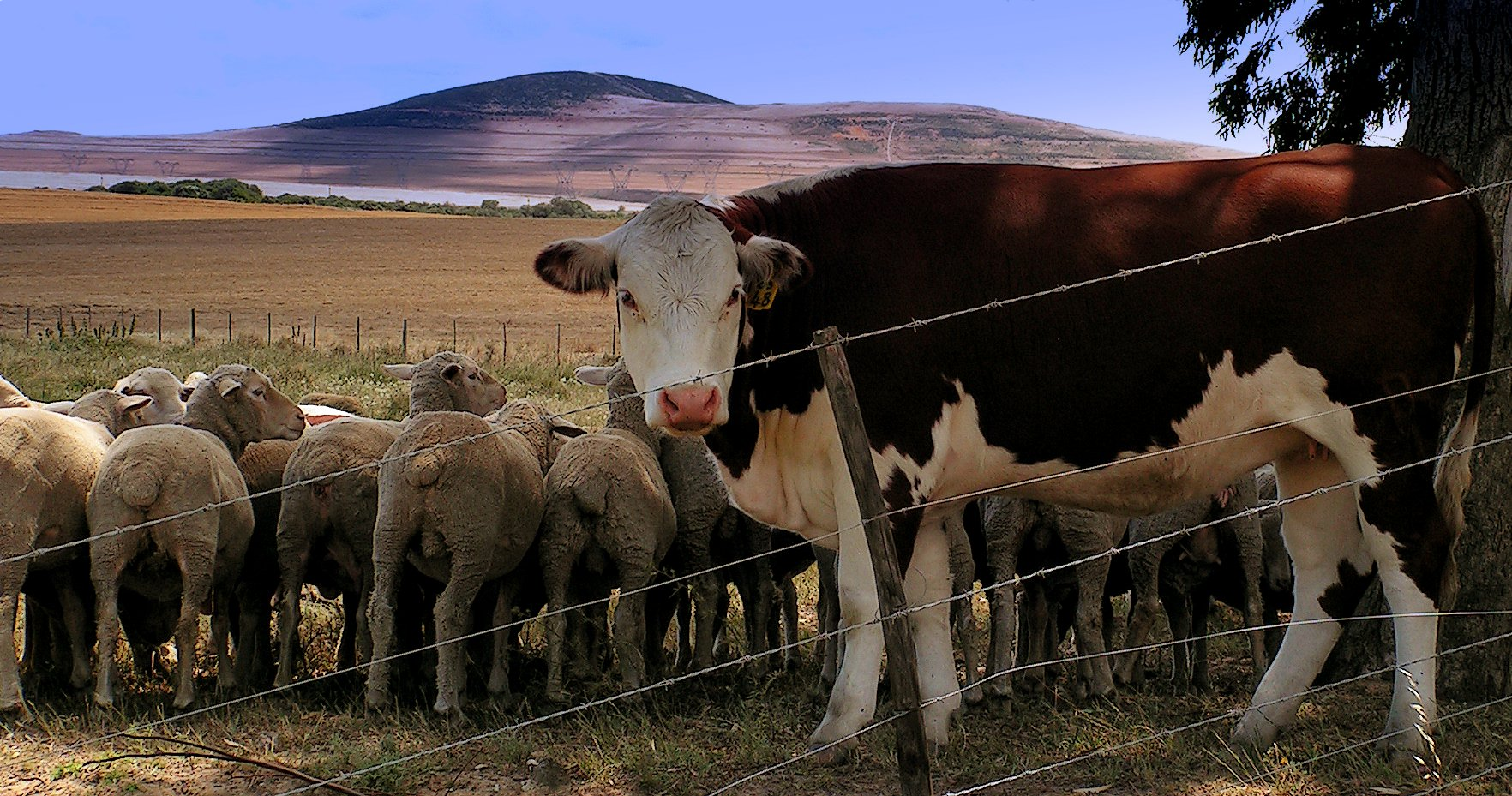
Chăn nuôi cừu và bò ở Nam Phi.

Chăn nuôi là một ngành quan trọng của nông nghiệp hiện đại, nuôi lớn vật nuôi để sản xuất những sản phẩm như: thực phẩm, lông, và sức lao động. Sản phẩm từ chăn nuôi nhằm cung cấp lợi nhuận và phục vụ cho đời sống sinh hoạt của con người. Chăn nuôi xuất hiện lâu đời trong nhiều nền văn hóa khác nhau kể từ khi loài người chuyển đổi từ lối sống săn bắn hái lượm sang định canh định cư.

## Lịch sử
Việc chăn nuôi các loài vật bắt nguồn từ quá trình chuyển đổi lối sống của loài người sang định canh định cư chứ không còn sinh sống kiểu săn bắt hái lượm. Con người đã biết thuần hóa động vật và kiểm soát các điều kiện sống của vật nuôi. Dần theo thời gian, các hành vi tập thể, vòng đời, và sinh lý của vật nuôi đã thay đổi hoàn toàn. Nhiều động vật trong trang trại hiện đại không còn thích hợp với cuộc sống nơi hoang dã nữa. Chó đã được thuần hóa ở Đông Á khoảng 15.000 năm, dê và cừu đã được thuần hóa khoảng 8000 trước Công nguyên ở châu Á. Lợn được thuần từ 7000 trước Công nguyên ở Trung Đông và Trung Quốc. Bằng chứng sớm nhất của ngựa thuần là khoảng năm 4000 TCN.
Từ gia súc (en:cattle) có nguồn gốc từ tiếng Anh cổ là "chatel", có nghĩa là tất cả các loại tài sản cá nhân di động (động sản, en:chattel), được phân biệt với các bất động sản không di chuyển được .

## Các giống vật nuôi
| Động vật/ Giống                                  | Tình trạng thuần | Tổ tiên hoang dã                            | Thời gian giam nuôi đầu tiên / Thuần hóa | Khu vực giam nuôi đầu tiên / Thuần hóa | Lợi ích thương mại hiện hành                                          | Picture |
| ------------------------------------------------ | ---------------- | ------------------------------------------- | ---------------------------------------- | -------------------------------------- | --------------------------------------------------------------------- | ------- |
| Lạc đà Alpaca Động vật có vú, Động vật ăn cỏ     | Gia súc          | Lạc đà Vicuña                               | Giữa 5000 TCN - 4000 TCN                 | Andes                                  | lông                                                                  |         |
| Bò banteng Động vật có vú, Động vật ăn cỏ        | Gia súc          | Bò banteng                                  | Không rõ                                 | Đông Nam Á, Đảo Java                   | thịt,sữa, sức kéo                                                     |         |
| Bò rừng bizon Động vật có vú, Động vật ăn cỏ     | nuôi nhốt        | Không rõ                                    | Cuối thế kỷ 19                           | Bắc Mỹ                                 | thịt, da                                                              |         |
| Lạc đà Động vật có vú, Động vật ăn cỏ            | gia súc          | Lạc đà một bướu và lạc đà hai bướu hoang dã | 4000 TCN đến 1400 TCN                    | Châu Á                                 | chuyên chở, thịt, bơ sữa, lông                                        |         |
| Mèo Động vật có vú, Động vật ăn thịt             | vật nuôi         | Mèo hoang châu Phi                          | 7500 TCN                                 | Cận Đông                               | thú cưng, kết bạn, thịt                                               |         |
| Bò nhà Động vật có vú, Động vật ăn cỏ            | Gia súc          | Bò rừng châu Âu (tuyệt chủng)               | 6000 TCN                                 | Tây Nam Á, Ấn Độ, Bắc Phi (?)          | Thịt (thịt bò, thịt bê, huyết), bơ sữa, lông, sức kéo                 |         |
| Nai Động vật có vú, Động vật ăn cỏ               | Nuôi nhốt        | Không rõ                                    | 1970                                     | Bắc Mỹ                                 | Thịt (Thịt nai), lông, gạc nai, nhung nai                             |         |
| Chó Động vật có vú, Động vật ăn thịt             | vật nuôi         | Sói xám                                     | 12000 TCN                                |                                        | Sức kéo, săn bắn, chăn gia súc, đánh hơi tìm kiếm, canh giữ nhà, thịt |         |
| Lừa Động vật có vú, Động vật ăn cỏ               | Gia súc          | Lừa hoang châu Phi                          | 4000 TCN                                 | Ai Cập                                 | Chở hàng, chuyên chở, sức kéo, thịt, bơ sữa                           |         |
| Bò tót nhà Động vật có vú, Động vật ăn cỏ        | Thuần hóa        | Bò tót                                      | Unknown                                  | Đông Nam Á                             | thịt, sức kéo                                                         |         |
| Dê nhà Động vật có vú, Động vật ăn cỏ            | Thuần hóa        | Dê hoang dã                                 | 8000 BC                                  | Tây Nam Á                              | sữa, thịt, lông, da, sức kéo                                          |         |
| Chuột lang nhà Động vật có vú, động vật ăn cỏ    | Thuần hóa        | Cavia tschudii                              | 5000 BC                                  | Nam Mỹ                                 | thịt                                                                  |         |
| Ngựa Động vật có vú, Động vật ăn cỏ              | Thuần hóa        | Ngựa hoang                                  | 4000 BC                                  | Đồng cỏ châu Âu                        | Cưỡi, sức kéo, sữa, thịt, chuyên chở hàng                             |         |
| Lạc đà không bướu Động vật có vú, Động vật ăn cỏ | Thuần hóa        | Lạc đà Guanaco                              | 3500 BC                                  | Andes                                  | thịt, lông                                                            |         |
| La Động vật có vú, Động vật ăn cỏ                | Thuần hóa        | Lai giữa lừa và ngựa                        |                                          |                                        | Thồ hàng, chở người, sức kéo                                          |         |
| Lợn Động vật có vú, Động vật ăn tạp              | Thuần hóa        | Lợn rừng                                    | 7000 TCN                                 | Đông Thổ Nhĩ Kỳ                        | thịt, da                                                              |         |
| Thỏ nhà Động vật có vú, Động vật ăn cỏ           | Thuần hóa        | Thỏ hoang                                   | khoảng 400-900CN                         | Pháp                                   | thịt, lông                                                            |         |
| Tuần lộc Động vật có vú, Động vật ăn cỏ          | Bán thuần hóa    | Tuần lộc                                    | 3000 TCN                                 | bắc Nga                                | thịt, da, gạc, sữa, sức kéo,                                          |         |
| Cừu nhà Động vật có vú, Động vật ăn cỏ           | Gia súc          | Cừu hoang                                   | khoảng 11000-9000 TCN                    | Đông Nam Á                             | lông, sữa, da, thịt                                                   |         |
| Trâu nước Động vật có vú, Động vật ăn cỏ         | Thuần hóa        | Trâu nước hoang dã Châu Á, (Arni)           | 4000 TCN                                 | Nam Á                                  | Cưỡi, thồ hàng, thịt, sữa                                             |         |
| Bò Tây Tạng Động vật có vú, Động vật ăn cỏ       | Gia súc          | Bò Tây Tạng                                 | 2500 TCN                                 | Tây Tạng, Nepal                        | Thịt, sữa, lông, cưỡi, thồ hàng, kéo cày                              |         |

## Vai trò của chăn nuôi
- Cung cấp thực phẩm (thịt, trứng, sữa).
- Cung cấp phân bón.
- Cung cấp sức kéo.
- Cung cấp nguyên liệu cho các ngành công nghiệp,y học...
- Có giá trị xuất khẩu
- Cung cấp nguồn hàng xuất khẩu.
- Tận dụng phế phẩm cho các ngành công nghiệp, nông nghiệp.
- Gắn với nhiều hoạt động văn hóa: chọi trâu, đua ngựa...

## Các lĩnh vực chăn nuôi chính
- Chăn nuôi gia súc (Trâu, bò, dê, cừu, lừa, ngựa, lạc đà...), chăn nuôi bò sữa.
- Nuôi lợn.
- Chăn nuôi gia cầm
- Chăn nuôi các loài vật khác.